# Орбелиани, Манана
Манана Орбелиани (груз. მანანა ორბელიანი; 1808 — 3 июня 1870) — грузинская княгиня и светская дама, чей салон в Тифлисе (современный Тбилиси) часто посещали ведущие литературные и политические деятели Грузии середины XIX века. Грузия входила тогда в состав Российской империи.

## Происхождение
Родилась в 1808 году в семье подполковника Мирманоза Эристави-Ксанского (1771—1828) и его жены, княгини Тамары (урождённой Абашишвили; 1790—1809). В 1828 году она вышла замуж за князя Давида Орбелиани (1801—1830), члена одного из самых знатных родов Грузии. У пары было трое детей:
- Иван (1825—1893), дослужившийся до звания генерал-майора Русской императорской армии,
- Анастасия (1826—1907), жена генерала Александра Гагарина,
- Александр (1829—1869), полковник Русской императорской армии и предводитель дворянства Тифлисского уезда[2].

## Заговор 1832 года
Княгиня Манана овдовела в 1830 году, после чего переехала в дом своего деверя, майора князя Луарсаба Орбелиани, где жила до смерти последнего и начала трений со своей невесткой Анной Орбелиани в 1835 году. В начале 1830-х годов дом Орбелиани служил главным местом встреч недовольных грузинских дворян и интеллигенции, организовавших в итоге заговор против русского правления в 1832 году. После того, как он потерпел крах, Манана Орбелиани написала барону Розену, русскому главноуправляющему в Грузии, и призналась, что знала о готовящемся перевороте, но отрицала свою причастность к его организации. Она избежала ареста или ссылки, но находилась под надзором полиции в течение нескольких лет.

## Светская дама
В 1840-х и 1850-х годах Манана Орбелиани держала в Тифлисе салон, который посещали ведущие грузинские литературные и политические деятели того времени, а также иностранные гости. Благодаря этому она получила у журналистки Ионы Меунаргии прозвище «нашей мадам Рекамье». Она была в дружеских отношениях с семьёй князя Михаила Воронцова, либерального русского наместника на Кавказе. Русский писатель Лев Толстой описывал Манану Орбелиани, с которой он познакомился в Тифлисе, в своей повести «Хаджи-Мурат» как «сорокапятилетнюю, восточного склада, полную, высокую красавицу». Именно в её салоне обсуждались и согласовывались такие культурные начинания 1850-х годов, как основание ведущего грузинского литературного журнала «Цискари» («Рассвет») и грузинской профессиональной театральной труппы. Манана Орбелиани умерла в возрасте 62 лет в 1870 году и была похоронена рядом со своим мужем в Кумисском Троицком монастыре.